# Кондуктор (звання)
Кондукто́р (від лат. conductor — «провідник, вожатий») — військове звання на російському імператорському флоті.
З початку XVIII ст. присвоювалось вихованцям або випускникам спеціальних навчальних закладів, а також унтер-офіцерам, які виконували роботу інженерів, спеціалістів з креслення, малювання та ін.
До середини XIX ст. звання кондуктора присвоювалось унтер-офіцерам корпусу флотських штурманів, корабельних інженерів та інженерів морської будівельної частини. З 2-ї половини XIX ст. звання стали надавати ще й унтер-офіцерам корабельної та берегової служби основних флотських спеціальностей: мінерам, машиністам, кермовим, сигнальникам, дальномірникам, артилеристам, трюмним, кочегарам и т.п.
У 1903—1919 роках — понадстроковий унтер-офіцер на флоті (прирівнювався до підпрапорщика), помічник офіцера на кораблі. Звання присвоювалося унтер-офіцерам, що прослужили визначений термін та склали необхідні іспити. Як виняток, звання надавалось нижчим чинам, що не мали унтер-офіцерського звання.
Кондуктори були найближчими помічниками офіцерів, також до їхніх обов'язків входило навчання нижчих чинів спеціальності.
Старший боцман був головним над корабельними кондукторами. На флоті кондуктори користувались привілеями: мали окрему кают-компанію, отримували підвищене грошове винагородження та інші привілеї, що їх мали офіцери. Термін служби у званні кондуктора становив 25 років.
Звання остаточно скасовано більшовиками в 1920 році.